# Ctenotus piankai
Ctenotus piankai (піщаний гребневухий сцинк) — вид сцинкоподібних ящірок родини сцинкових (Scincidae). Ендемік Австралії.

## Поширення і екологія
Піщані гребневухі сцинки мешкають в пустельних районах Центральної Австралії, на території Західної Австралії, Південної Австралії, Північної Території і Квінсленда. Вони живуть на піщаних рівнинах і дюнах, порослих спінніфексом, іноді в кам'янистих місцевостях.